# ليندا لويس
ليندا لويس (بالإنجليزية: Linda Lewis)‏ هي مغنية مؤلفة وعازفة قيثارة ومغنية وكاتبة غنائية بريطانية، ولدت في 27 سبتمبر 1950 في وستهام ‏ في المملكة المتحدة.

## وصلات خارجية
- ليندا لويس على موقع IMDb (الإنجليزية)
- ليندا لويس على موقع ميوزك برينز (الإنجليزية)
- ليندا لويس على موقع أول ميوزيك (الإنجليزية)
- ليندا لويس على موقع ديسكوغز (الإنجليزية)
- ليندا لويس على موقع قاعدة بيانات الفيلم (الإنجليزية)